# Joël Piroe
Joël Mohammed Ramzan Piroe (Wijchen, 2 augustus 1999) is een Nederlands voetballer die doorgaans als aanvaller speelt. Hij verruilde Swansea City in augustus 2023 voor Leeds United.

## Carrière

### N.E.C.
Piroe is een zoon van een Surinaamse vader en een Nederlandse moeder. Hij begon op vijfjarige leeftijd met voetballen en speelde in de jeugd van SV Hatert, S.C.E, SC Woezik en Sportclub N.E.C., waarna hij werd opgenomen in de jeugdacademie N.E.C./FC Oss. Hij speelde eerst als linkshalf. De trainer van de D1 van N.E.C. zette hem daarna in de spits omdat hij zoveel scoorde.

### Jong PSV
Piroe verruilde de jeugdacademie N.E.C./FC Oss in 2013 voor de jeugdopleiding van Feyenoord en die in 2014 voor die van PSV. Bij de Eindhovense club tekende hij in november 2016 zijn eerste profcontract. Piroe debuteerde op 2 december 2016 in het betaald voetbal, tijdens de zeventiende speelronde van het seizoen 2016/17 in de Eerste divisie. Die dag won hij met Jong PSV thuis met 4–0 van Achilles '29. Hij kwam in de 89'ste minuut in het veld voor Beto da Silva. Hij kreeg op 13 januari 2017 zijn eerste basisplaats in Jong PSV, in een competitiewedstrijd uit bij FC Den Bosch (0-0). Piroe maakte op 17 maart 2017 zijn eerste doelpunt in het betaald voetbal. Hij tekende die dag voor de laatste treffer van Jong PSV tijdens een met 3–0 gewonnen competitiewedstrijd thuis tegen Helmond Sport. Piroe maakte op 21 december 2018 voor het eerst een hattrick in het betaald voetbal. Hij bracht Jong PSV die dag zowel op 1–0, 3–0 als 4–0 en maakte daarna ook nog de 5–0 tijdens een met 5–2 gewonnen wedstrijd tegen Almere City.

### Sparta Rotterdam
PSV verhuurde Piroe in augustus 2019 voor een jaar aan Sparta Rotterdam. Hiervoor debuteerde hij op 25 augustus 2019 in de Eredivisie. Hij viel toen in de 60'ste minuut in voor Ragnar Ache, uit bij PEC Zwolle (eindstand: 2–2). Hij kwam dat seizoen tot achttien wedstrijden en scoorde ook nog een keer tegen Ajax. De competitie werd daarna voortijdig stopgezet vanwege de coronapandemie. 

### PSV
Na zijn terugkeer in Eindhoven liet coach Roger Schmidt Piroe gedurende het seizoen 2020/21 regelmatig invallen in het eerste elftal van PSV. Hij sleepte op 6 december 2020 een punt binnen voor zijn team door in de blessuretijd 2–2 te maken uit bij sc Heerenveen.

### Swansea City
Piroe tekende op 2 juli 2021 een driejarig contract bij Swansea City, op dat moment actief in de Championship. Dat betaalde circa twee miljoen euro voor hem aan PSV. Piroe werd bij Swansea City meteen basisspeler en stond die positie twee seizoenen lang niet meer af. Zo stond hij in 2021/22 in 45 van de 46 speelronden aan de aftrap en maakte hij 22 doelpunten. Hij werd daarna ook in 2022/23 clubtopscorer, deze keer met 19 doelpunten. 

### Leeds United
Piroe tekende in augustus 2023 voor vier jaar bij Leeds United, dat in het voorgaande seizoen degradeerde uit de Premier League. Het betaalde circa 13 miljoen euro voor hem aan Swansea City. Piroe werd met Leeds United in zijn tweede seizoen kampioen in de Championship en werd eveneens topscorer van de competitie.

## Clubstatistieken
| Seizoen     | Club               | Competitie       | Competitie | Competitie | Competitie | Beker | Beker | Beker | Europa | Europa | Europa | Totaal | Totaal | Totaal |
| Seizoen     | Club               | Competitie       | Wed.       | Dlp.       | Ass.       | Wed.  | Dlp.  | Ass.  | Wed.   | Dlp.   | Ass.   | Wed.   | Dlp.   | Ass.   |
| ----------- | ------------------ | ---------------- | ---------- | ---------- | ---------- | ----- | ----- | ----- | ------ | ------ | ------ | ------ | ------ | ------ |
| 2016/17     | Jong PSV           | Eerste divisie   | 11         | 2          | 2          | —     | —     | —     | —      | —      | —      | 11     | 2      | 2      |
| 2017/18     | Jong PSV           | Eerste divisie   | 6          | 0          | 1          | —     | —     | —     | —      | —      | —      | 6      | 0      | 1      |
| 2018/19     | Jong PSV           | Eerste divisie   | 29         | 11         | 6          | —     | —     | —     | —      | —      | —      | 29     | 11     | 6      |
| 2019/20     | Jong PSV           | Eerste divisie   | 2          | 1          | 3          | —     | —     | —     | —      | —      | —      | 2      | 1      | 3      |
| 2020/21     | Jong PSV           | Eerste divisie   | 8          | 2          | 2          | —     | —     | —     | —      | —      | —      | 8      | 2      | 2      |
| Club Totaal | Club Totaal        | Club Totaal      | 56         | 16         | 14         | 0     | 0     | 0     | 0      | 0      | 0      | 56     | 16     | 14     |
| 2019/20     | → Sparta Rotterdam | Eredivisie       | 18         | 2          | 0          | 2     | 0     | 0     | —      | —      | —      | 20     | 2      | 0      |
| Club Totaal | Club Totaal        | Club Totaal      | 18         | 2          | 0          | 2     | 0     | 0     | 0      | 0      | 0      | 20     | 2      | 0      |
| 2020/21     | PSV                | Eredivisie       | 11         | 1          | 0          | 2     | 0     | 0     | 1      | 2      | 0      | 14     | 3      | 0      |
| Club Totaal | Club Totaal        | Club Totaal      | 11         | 1          | 0          | 2     | 0     | 0     | 1      | 2      | 0      | 14     | 3      | 0      |
| 2021/22     | Swansea City       | EFL Championship | 45         | 22         | 6          | 2     | 2     | 0     | —      | —      | —      | 47     | 24     | 6      |
| 2022/23     | Swansea City       | EFL Championship | 43         | 19         | 2          | 2     | 1     | 0     | —      | —      | —      | 45     | 20     | 2      |
| 2023/24     | Swansea City       | EFL Championship | 3          | 0          | 0          | 1     | 2     | 0     | —      | —      | —      | 4      | 2      | 0      |
| Club Totaal | Club Totaal        | Club Totaal      | 91         | 41         | 8          | 5     | 5     | 0     | 0      | 0      | 0      | 96     | 46     | 8      |
| 2023/24     | Leeds United       | EFL Championship | 45         | 14         | 3          | 4     | 0     | 0     | —      | —      | —      | 49     | 14     | 3      |
| 2024/25     | Leeds United       | EFL Championship | 44         | 19         | 6          | 2     | 0     | 0     | —      | —      | —      | 46     | 19     | 6      |
| Club Totaal | Club Totaal        | Club Totaal      | 89         | 33         | 9          | 6     | 0     | 0     | 0      | 0      | 0      | 95     | 33     | 9      |
| Totaal      | Totaal             | Totaal           | 265        | 93         | 31         | 15    | 5     | 0     | 1      | 2      | 0      | 281    | 100    | 31     |

Bijgewerkt t/m 23 april 2025.

## Interlandcarrière
Piroe maakte deel uit van Nederland –15 tot en met Nederland –20. Hij debuteerde op 1 september 2016 in Nederland –18, in een oefenwedstrijd thuis tegen Denemarken –18 (0–0). Zijn debuut in Nederland –19 volgde op 23 maart 2017, tijdens een met 1–0 gewonnen kwalificatiewedstrijd voor het EK –19 van 2017, thuis tegen Finland –19. Piroe maakte in juli 2017 een hattrick tijdens de eerste groepswedstrijd van dit toernooi. Zijn ploeggenoten en hij wonnen die dag met 4–1 van Duitsland –19.
1 Meslier ·
2 Bogle ·
3 Firpo ·
4 Ampadu  ·
5 Struijk ·
6 Rodon ·
7 James ·
8 Rothwell ·
9 Bamford ·
10 Piroe ·
11 Aaronson ·
14 Solomon ·
17 Ramazani ·
19 Joseph ·
21 Cairns ·
22 Tanaka ·
23 Guilavogui ·
25 Byram ·
26 Darlow ·
29 Gnonto ·
30 Gelhardt ·
33 Schmidt ·
37 Debayo ·
39 Wöber ·
42 Chambers ·
44 Groejev ·
50 Crew ·
Coach: Farke